# 후퉁

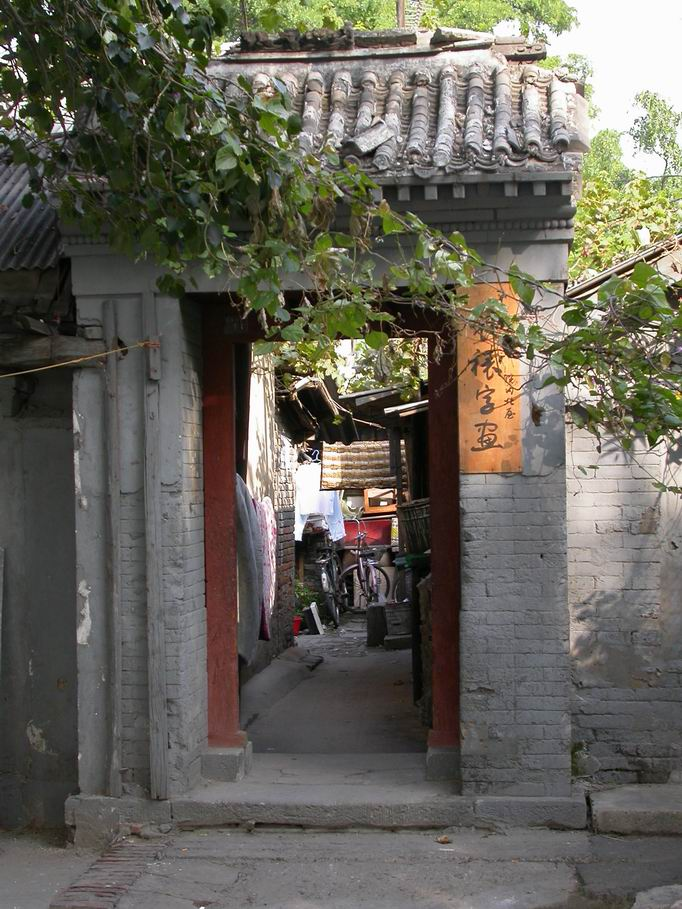
쓰허위엔의 정문과 후퉁

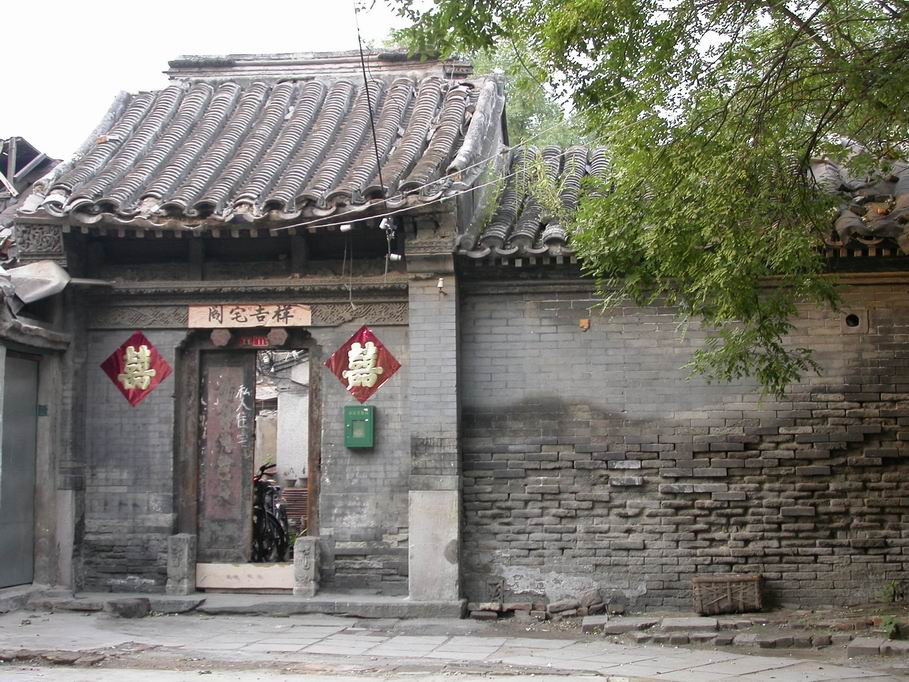
베이징의 후퉁 거리 풍경

후퉁(중국어: 胡同, 병음: hu tong)은 주로 중국의 북부 도시, 특히 수도 베이징의 구 성내를 중심으로 산재한 좁은 골목길을 일컫는 말이다.
중국의 전통 문화를 이해하는 데 있어서, 이 후퉁과 룽탕, 쓰허위엔은 가장 중요한 것들 중의 하나이다. 전통적 가옥 건축인 쓰허위엔이 이 후퉁에 많이 접하고 있어, 베이징의 모습을 볼 수 있다.

## 기원
몽골 단어로 우물을 의미하는 "xuttuk"의 음역이 기원으로 되었다고 하지만 여러 가지 설이 있다．

## 역사
1267년 현재의 베이징에 건설이 시작되었다. 원나래 때의 수도 대도의 도로 건설에 관한 규정에 보면 폭 24보(약 37.2m)를 대가, 12걸음(18.6m)를 소가, 6보(약 9.3m)를 후퉁으로 호칭하고 있다.
후에 명나라 삼대 황제인 영락제 때 남경으로 서울을 옮기면서 대도를 기초로 북경성을 형성시켰지만, 성 내의 대부분의 도로는 대도를 그대로 계승했다.
그러나 명나라 이후에 도로 건설에 관한 규정은 거의 없어지고 불규칙한 골목길이 다수 출현했다. 12대 가정제 시대에 북경성 남쪽을 보강한 형태의 외성이 건설되면서 그 수가 늘어났다.
청나라 때는 2076개가 존재를 했으며, 1949년 통계에는 6,000개 이상 존재한다고 되어 있다.

## 현재의 후퉁
한 때 베이징의 관광지로 선호되었지만, 개발이 진행되고, 중국이 2008년 올림픽을 개최하면서 흉물이라고 하여 점차 정리를 하는 추세에 있다. 일부만 보존이 되고 나머지는 강제로 철거하여 거주민들의 반발이 심하다.

## 같이 보기
- 쓰허위안